# Kraantje Pappie

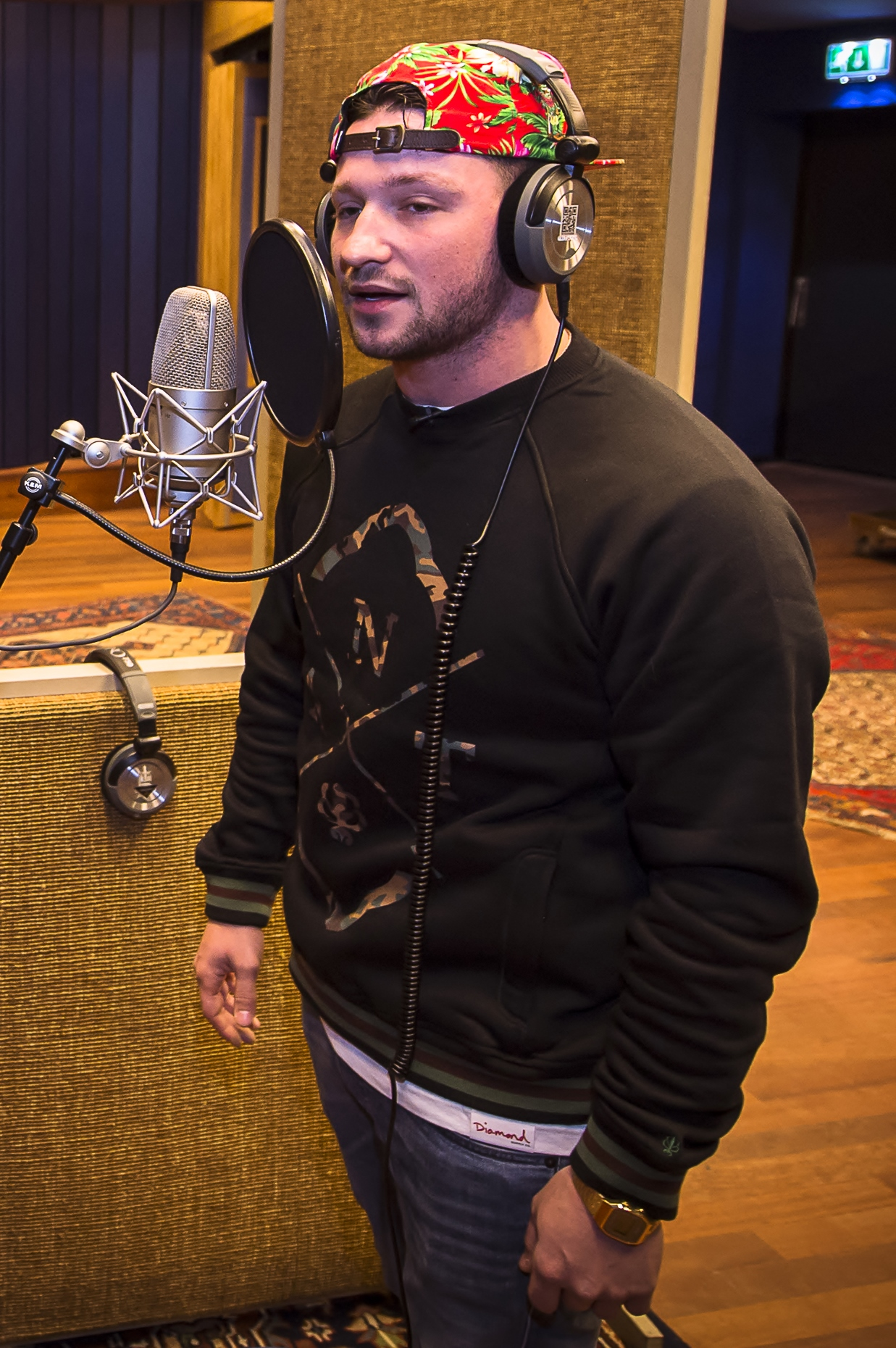
Kraantje Pappie im Wisseloordstudio's, Hilversum (2013)

Kraantje Pappie (* 1. Juli 1986 in Rozenburg, Südholland; bürgerlich Alex van der Zouwen), auch Crane, ist ein niederländischer Hip-Hop-Künstler, Rapper und Fernsehmoderator. Er ist unter Vertrag bei dem niederländischen Label Noah’s Ark.

## Biografie
Alex van der Zouwen wuchs in Rozenburg in der Nähe von Rotterdam auf und besuchte die Mittelschule in Groningen. Aufgrund seiner erfolgreichen Karriere als Judoka lebte er anschließend eine Zeitlang in Haarlem. Als Rapper lebt er in der Stadt Groningen.

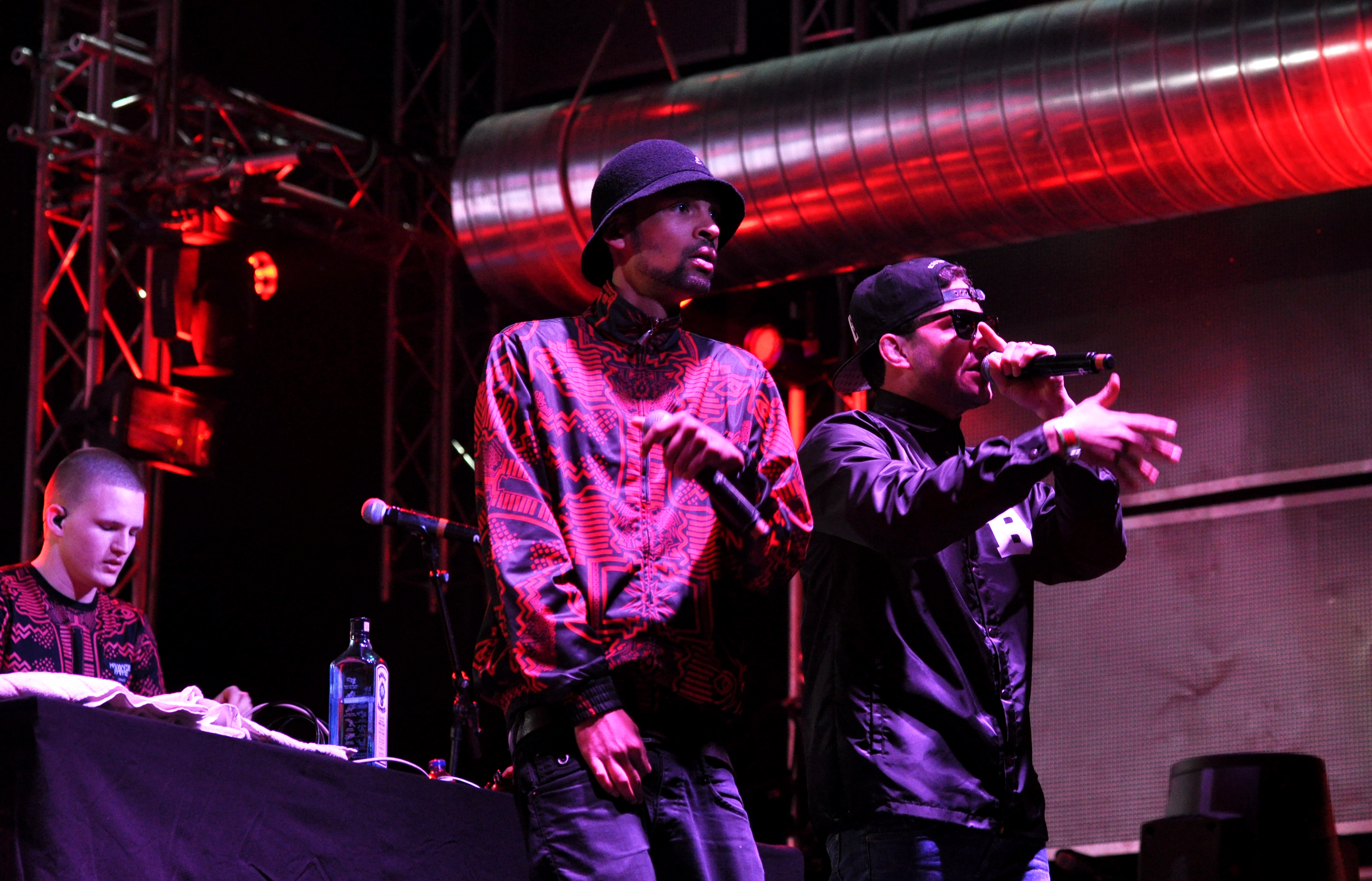
Kraantje Pappie 2014

Van der Zouwen begann seine Karriere um 2007 mit Mixtapes und kleineren Auftritten in der Hip-Hop-Szene. Über den Ursprung des Namens Kraantje Pappie erzählte Alex van der Zouwen verschiedene Geschichten in verschiedenen Interviews. 2007 gewann Kraantje den Hip-Hop-Wettbewerb Before the fame awards in Groningen. Bekannt ist er durch seinen sehr eigenen, durch Off-beats geprägten und übertrieben überdrehten Rapstil. 2012 erschien sein erstes Soloalbum Crane, durch das er in einer größeren Öffentlichkeit wahrgenommen wurde. Auf dem Album wurde seine Reimtechnik mit Dubstep und Grime-Produktionen des Groninger Produzententrios Noisia (bekannt als Nachtwache) kombiniert.
Kraantje Pappie ist bei dem Hip-Hop-Label Noah’s Ark von Jiggy Djé unter Vertrag, mit dem er bis heute zwei Alben, zwei EPs und zahlreiche Singles veröffentlichte.
Im Jahr 2013 debütierte Kraantje Papa als TV-Moderator und er durfte zusammen mit Geraldine Kemper die zweite Staffel der BNN-Programms „The Next MC“, die auf der Suche nach aufstrebenden Hip-Hop-Talente in den Niederlanden sind, präsentieren. Im folgenden Jahr war er Teil des Moderatorenteams des Nederland-3-Programms De Social Club. Auch als Moderator benutzt er den Namen Kraantje Pappie.

## Diskografie

### Alben
| Jahr | Titel     | Höchstplatzierung, Gesamtwochen, AuszeichnungChartplatzierungen (Jahr, Titel, Platzierungen, Wochen, Auszeichnungen, Anmerkungen) | Höchstplatzierung, Gesamtwochen, AuszeichnungChartplatzierungen (Jahr, Titel, Platzierungen, Wochen, Auszeichnungen, Anmerkungen) | Anmerkungen                             |
| Jahr | Titel     | NL | BEF | Anmerkungen                             |
| ---- | --------- | --- | --- | --------------------------------------- |
| 2012 | Crane     | NL8 (10 Wo.)NL | BEF73 (19 Wo.)BEF | Erstveröffentlichung: 10. Mai 2012      |
| 2014 | Crane II  | NL13 (3 Wo.)NL | BEF62 (5 Wo.)BEF | Erstveröffentlichung: 14. März 2014     |
| 2016 | Crane III | NL22 Platin · (88 Wo.)NL | BEF57 (35 Wo.)BEF | Erstveröffentlichung: 28. Oktober 2016  |
| 2018 | Daddy     | NL2 Platin · (55 Wo.)NL | BEF59 (4 Wo.)BEF | Erstveröffentlichung: 30. November 2018 |

### EPs
- 2013: Semi bekend

### Singles
| Jahr | Titel Album                               | Höchstplatzierung, Gesamtwochen, AuszeichnungChartplatzierungen (Jahr, Titel, Album, Platzierungen, Wochen, Auszeichnungen, Anmerkungen) | Höchstplatzierung, Gesamtwochen, AuszeichnungChartplatzierungen (Jahr, Titel, Album, Platzierungen, Wochen, Auszeichnungen, Anmerkungen) | Anmerkungen                                                                   |
| Jahr | Titel Album                               | NL | BEF | Anmerkungen                                                                   |
| ---- | ----------------------------------------- | --- | --- | ----------------------------------------------------------------------------- |
| 2012 | Waar is kraan? Crane                      | NL21 Platin · (7 Wo.)NL | BEF16 (16 Wo.)BEF | Erstveröffentlichung: 6. Februar 2012                                         |
| 2012 | Alles gaat voorbij Versies / Limmen Tapes | NL34 (1 Wo.)NL | — | mit Doe Maar & Postmen                                                        |
| 2013 | Koningslied –                             | NL2 (4 Wo.)NL | BEF41 (1 Wo.)BEF | als Teil von Nationaal Comité Inhuldiging                                     |
| 2014 | Handen omhoog Jij & Ik                    | NL26 Gold · (3 Wo.)NL | — | Erstveröffentlichung: 3. Oktober 2014 mit Jan Smit                            |
| 2016 | De manier Crane III                       | NL— ×3DreifachplatinNL | BEF37 (1 Wo.)BEF | Erstveröffentlichung: 28. Oktober 2016 feat. Bizzey                           |
| 2017 | Pompen Crane III                          | NL— PlatinNL | BEF6 Platin · (19 Wo.)BEF | Erstveröffentlichung: 13. Januar 2017                                         |
| 2018 | Liefde in de lucht Daddy                  | NL5 ×2Doppelplatin · (16 Wo.)NL | — | Erstveröffentlichung: 8. Juni 2018 feat. Joshua Nolet                         |
| 2018 | Ik heb je nodig Daddy                     | NL20 Gold · (6 Wo.)NL | — | Erstveröffentlichung: 4. Oktober 2018 feat. Bizzey & Jonna Fraser             |
| 2019 | Drup –                                    | NL9 ×2Doppelplatin · (9 Wo.)NL | — | Erstveröffentlichung: 11. Januar 2019 mit Bizzey, Jonna Fraser & Ramiks       |
| 2019 | Moment –                                  | NL3 ×4Vierfachplatin · (18 Wo.)NL | — | Erstveröffentlichung: 16. Mai 2019 mit Kris Kross Amsterdam & Tabitha         |
| 2019 | Vallende ster –                           | NL38 (2 Wo.)NL | — | Erstveröffentlichung: 5. September 2019                                       |
| 2020 | Nacht Deel zoveel                         | NL25 Platin · (6 Wo.)NL | — | Erstveröffentlichung: 10. Januar 2020 mit Guus Meeuwis                        |
| 2020 | Rode wijn –                               | NL30 Platin · (11 Wo.)NL | — | Erstveröffentlichung: 20. März 2020 mit Maan                                  |
| 2021 | Tranen –                                  | — | BEF14 Gold · (9 Wo.)BEF | Erstveröffentlichung: 5. März 2021 mit Kris Kross Amsterdam & Pommelien Thijs |
| 2022 | Missen zou –                              | NL27 (7 Wo.)NL | — | Erstveröffentlichung: 24. März 2022 mit Thomas Acda & Rolf Sanchez            |
| 2023 | Ik heb zin in de zomer man Four Juno      | NL17 Gold · (8 Wo.)NL | — | Erstveröffentlichung: 4. Mai 2023 mit Bizzey & Rolf Sanchez                   |
| 2023 | Ruggengraat Achtentwintig                 | NL32 Gold · (5 Wo.)NL | — | Erstveröffentlichung: 19. Mai 2023 mit Snelle                                 |
| 2025 | Lil Freakje –                             | NL33 (3 Wo.)NL | — | Erstveröffentlichung: 10. April 2025 feat. ADF Samski                         |

Weitere Singles
- 2012: Wat nou als het lukt
- 2012: Hoop nu
- 2012: Semi bekend
- 2013: Goud over shirt heen (G.O.S.H.)
- 2013: Weekend (mit FeestDJRuud, Dirtcaps & Sjaak, NL: Gold)
- 2013: Werkveld
- 2013: Met z’n tweeën
- 2014: Feesttent (mit MC Jiggy Dje, NL: Platin)
- 2018: Lil Craney (NL: ×2Doppelplatin )
- 2019: Last Man Standing (Yung Felix x Chivv x Bizzey x Kraantje Pappie, NL: Platin)
- 2022: Lang leve the life
- 2023: Ome Duo (mit Trobi, Chivv, ADF Samski & Angela Groothuizen, NL: Gold)

### Gastbeiträge
- 2017: Traag (Bizzey feat. Jozo & Kraantje Pappie, NL: ×4Vierfachplatin )
- 2019: Breek het op (Yung Felix feat. Bizzey, Kraantje Pappie, Bokoesam, NL: Gold)
- 2019: Ja! (Bizzey feat. Kraantje Pappie, Chivv & Yung Felix, NL: ×2Doppelplatin )

Weitere Gastbeiträge mit Auszeichnungen
- 2021: 1% (Bilal Wahib feat. Kraantje Pappie, NL: Gold)

## Belege
1. ↑  Interview in der Zeitschrift NL50
2. ↑  Kraantje Pappie (Memento des Originals vom 1. September 2011 im Internet Archive)  Info: Der Archivlink wurde automatisch eingesetzt und noch nicht geprüft. Bitte prüfe Original- und Archivlink gemäß Anleitung und entferne dann diesen Hinweis. auf Kaashop.nl
3. ↑  Judoka Kraantje bei Mercuryu.com (archiviert am 21. Januar 2015)
4. ↑  De Kraan wint Before the Fame Awards, Musicfrom, 5. Juli 2007
5. ↑  Recensie CD 'Crane' op 3voor12.nl
6. 1 2  Chartquellen: NL Alben NL Singles BEF
7. 1 2  Auszeichnungen für Musikverkäufe: NL BE

| Personendaten    | Personendaten                                                  |
| ---------------- | -------------------------------------------------------------- |
| NAME             | Pappie, Kraantje                                               |
| ALTERNATIVNAMEN  | Crane (Künstlername); Van der Zouwen, Alex (wirklicher Name)   |
| KURZBESCHREIBUNG | niederländischer Hip-Hop-Künstler, Rapper und Fernsehmoderator |
| GEBURTSDATUM     | 1. Juli 1986                                                   |
| GEBURTSORT       | Rozenburg, Niederlande                                         |